# Псевдо-Хукбальд
Псе́вдо-Ху́кбальд (лат. Pseudo-Hucbaldus) — условный идентификатор для нескольких анонимных музыкально-теоретических трактатов эпохи Средневековья, которые в XVIII–XIX веках приписывались Хукбальду Сент-Аманскому. Наиболее известный из трактатов Псевдо-Хукбальда носит заголовок Musica enchiriadis (Учебник музыки).

## Краткая характеристика
Мартин Герберт (в своей знаменитой антологии старинных трудов о музыке) приписал Хукбальду ряд трактатов  IX—X веков, содержащих важнейшие для истории музыки примеры раннего многоголосия (органум), записанного в особой, так называемой дасийной нотации. Важнейшие из них носят заглавия лат. Musica enchiriadis (Учебник музыки) и лат. Scolica enchiriadis (Схолии к учебнику музыки), и датируются 2-й половиной IX века. 
Учёные XX века сочли все трактаты группы Enchiriadis анонимными и стали условно называть их авторов одним и тем же псевдонимом — «Псевдо-Хукбальд». Ныне в качестве автора трактатов «Musica enchiriadis» и «Scolica enchiriadis» рассматривается аббат (898—902) верденского монастыря Хогер. Критическое издание всех трактатов группы Enchiriadis осуществил в 1981 году Ганс Шмид (подробное описание см. в списке литературы).
Трактаты «Musica enchiriadis» и «Scolica enchiriadis» получили большой резонанс в истории европейской музыкальной науки. Материал обоих трудов ассимилировал (вплоть до точных цитат) среди прочих Гвидо Аретинский, а через него — многие другие средневековые учёные музыканты.

## Издания и литература
- Musica et Scolica enchiriadis una cum aliquibus tractatulis adiunctis recensio nova post Gerbertinam altera ad fidem omnium codicum manuscriptorum, quam edidit Hans Schmid // Bayerische Akademie der Wissenschaften, Veröffentlichungen der Musikhistorischen Kommission 3. München, 1981.
- Phillips, Nancy. Musica and Scolica enchiriadis. The literary, theoretical and musical sources. Ph.D. diss. New York University, 1984. 566 p.
- Лебедев С. Н. Към проблема за авторството на трактатите в сборниците на Герберт и Кусмакер // Музикални Хоризонти, № 7 (София, 1987), сс. 43-71.
- Musica enchiriadis and Scolica enchiriadis. Translated, with introduction and notes by Raymond Erickson. Edited by Claud Palisca. New Haven: Yale University Press, 1995 (англ. перевод трактатов "Musica enchiriadis" и "Scolica enchiriadis").
- Phillips, Nancy. Musica enchiriadis // MGG 2, Sachteil, Bd.6. Kassel/Stuttgart, 1997, Sp.654-662.
- Torkewitz T. Das älteste Dokument zur Entstehung der abendländischen Mehrstimmigkeit // Beihefte zum Archiv für Musikwissenschaft, Bd. 44. Stuttgart, 1999 (нем. перевод древнейшего фрагмента «Musica enchiriadis»)
- Musica enchiriadis, hrsg. v. Petra Weber. Leiden: Brill, 2016. 147 S. (нем. перевод). ISBN 9783770560547